# HP Serviceguard
Bei einem MC/ServiceGuard-Cluster handelt es sich um einen Cluster Manager von Hewlett-Packard, der Hochverfügbarkeit von Computersystemen in Form eines Aktiv/Passiv-Clusters zur Verfügung stellt. MC steht für "multicomputer". Hinweis: MC/ServiceGuard ist die veraltete Bezeichnung für Serviceguard (MC = multiple computer).
Die im Cluster laufenden Anwendungen und Services sind in Ressourcengruppen (Paketen) gruppiert. Sollte ein Service, ein Knoten oder ein Netzwerk ausfallen, kann Serviceguard automatisch die Steuerung für alle Systemressourcen (Shared Disk, Virtual IP, Services wie einen Datenbankdienst oder eine Applikation wie SAP) in einer Gruppe an einen anderen Knoten innerhalb des Clusters übertragen. Dadurch bleiben die Anwendungen mit einer kurzen Unterbrechung des Systembetriebs verfügbar.
Die Übernahme einer Ressourcengruppe durch einen anderen Clusterknoten im Fehlerfall wird als Failover bezeichnet. Der gezielte Wechsel einer Ressourcengruppe zum Zweck des Tests oder für Wartungsarbeiten nennt sich Switchover.
Eine Ressourcengruppe beinhaltet eine virtuelle IP-Adresse, eventuell Plattenplatz auf Shared Storage sowie die zugehörige Anwendungen (auch Services genannt). In einer Ressourcengruppe können bis zu 900 solcher Services zusammengefasst werden. In einem Cluster wiederum können bis
zu 150 Ressourcegruppen verwaltet werden. Eine Ressourcengruppe ist auf jeweils genau einem Cluster-Knoten aktiv. Daher rührt auch die Bezeichnung Aktiv/Passiv-Cluster: ein Clusterknoten ist aktiv, die anderen sind – zumindest in Bezug auf eine bestimmte Ressourcengruppe – passiv.
Serviceguard ersetzt das frühere Produkt SwitchOver, das ebenfalls redundante Komponenten in Rechnersystemen ermöglichte. MC/ServiceGuard wurde erstmals für HP-UX 10.0 bereitgestellt und ist auch für Linux verfügbar.